# St. Beatus (Sensebrücke)

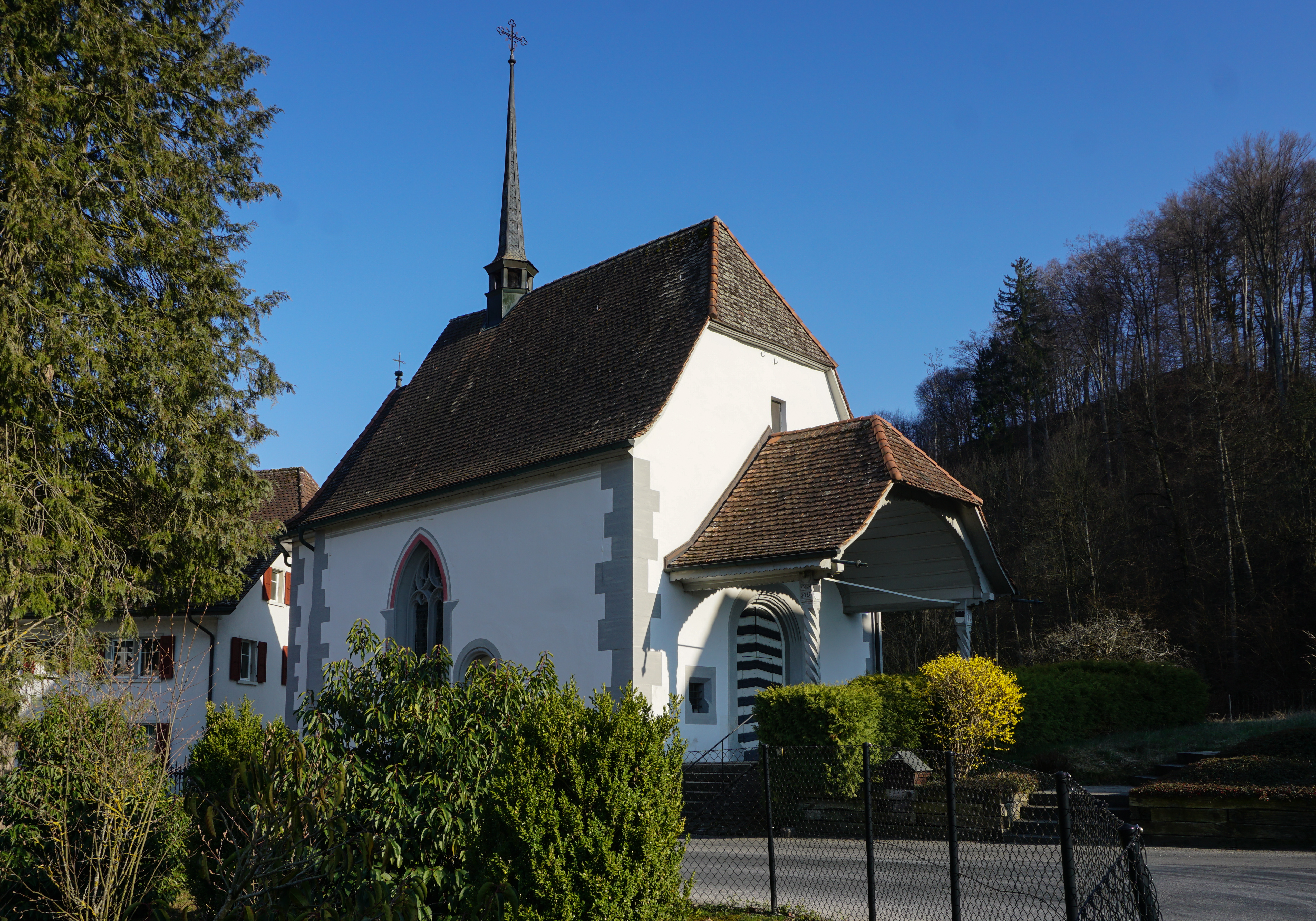
St.Beatus Sensebrücke

Die Kirche St. Beatus in Sensebrücke in der Gemeinde Wünnewil-Flamatt im Kanton Freiburg ist eine dem heiligen Beatus geweihte, römisch-katholische Filialkirche der Pfarrei Wünnewil im Besitz des Kantons. Die 1602 erbaute Kirche ist im Kulturgüterschutz-Inventar der Schweiz als «Kulturgut von nationaler Bedeutung» (A-Objekt, KGS-Nr. 2376) eingetragen.

## Geschichte
Bis zur bernischen Reformation von 1528 gab es Kirchen im bernischen Neuenegg und im freiburgischen Wünnewil für die Bevölkerung im Senseunterland. Danach war im Bernbiet rechts der Sense (Fluss) die katholische Religionsausübung untersagt. Die ehemals zur Pfarrei Neuenegg gehörigen Orte Flamatt mit dem heutigen Sensebrück und Eggelried kamen zur Pfarrei Wünnewil. Die nach dem Konzil von Trient folgende Gegenreformation wurde durch den päpstlichen Nuntius Giovanni Francesco Bonomi mit der Förderung des von Petrus Canisius gegründeten Jesuitenkollegs Sankt Michael auch nach Freiburg getragen. In der Folge liess der Freiburger Dompropst Sebastian Werro im Auftrag des Staats beim Zollhaus an der Sensebrücke 1599–1602 eine Kirche bauen. Unklar ist ob der Bischof von Lausanne Jean de Watteville, der 1609–1649 seinen Sitz in Freiburg hatte, die Kirche geweiht hat. Der Standort direkt an der Grenze zum Kanton Bern war wohl bewusst gewählt, um den getreuen Katholiken von Neuenegg auf der anderen Flussseite beizustehen. Nach der Reformation bis zum Ende des Ancien Régime 1798 in Bern besuchten die Katholiken aus Bern ebenfalls diese nächstgelegene Kirche. 
Der Kirchenbau wurde von Freiburg mit 600 Pfund finanziert und wie aus den Wappen an den Wänden ersichtlich auch von privaten Stiftern unterstützt. Die Kollekten der sonntäglichen Messen flossen seit 1639 zur Pfarrei Wünnewil, die des Opferstocks erhielt der Staat Freiburg. 1846 besuchte der Erzbischof Alessandro Macioti auf dem Weg zur Bischofsweihe von Étienne Marilley die Kapelle. Am 27. Februar 1965, als bereits seit drei Jahren die Notkapelle in Flamatt benutzt wurde, kam der Kardinal Charles Journet zu einem Besuch. Seit dem Bau des neuen Katholischen Kirchenzentrums Flamatt 1973 wird die Kapelle nur noch sporadisch an speziellen Anlässen geöffnet.

## Baubeschreibung
Die Kapelle ist in spätgotischem Stil mit einer oktogonalen Apsis erbaut. Am weissverputzten Bruchsteinmauerwerk sind die Eckquader sowie Fenster- und Türgewände grau abgesetzt. Die Masswerkfenster wurden vom Steinmetz Abraham Cotti (*um 1535 in Sornico, †nach 1616 in Freiburg) nach Plänen von Hans Fhyri ausgeführt und sind 1602 datiert. Das ebenfalls grau gefasste, hölzerne Vorzeichen trägt an den gewendelten Stützen Freiburger Wappen und ist mit MIBH 1733 und mit einem Meisterzeichen bezeichnet. Im Dachreiter auf dem Dachfirst über der Chorwand hängt ein Glöckchen von 1750. 

### Innenraum und künstlerische Ausstattung

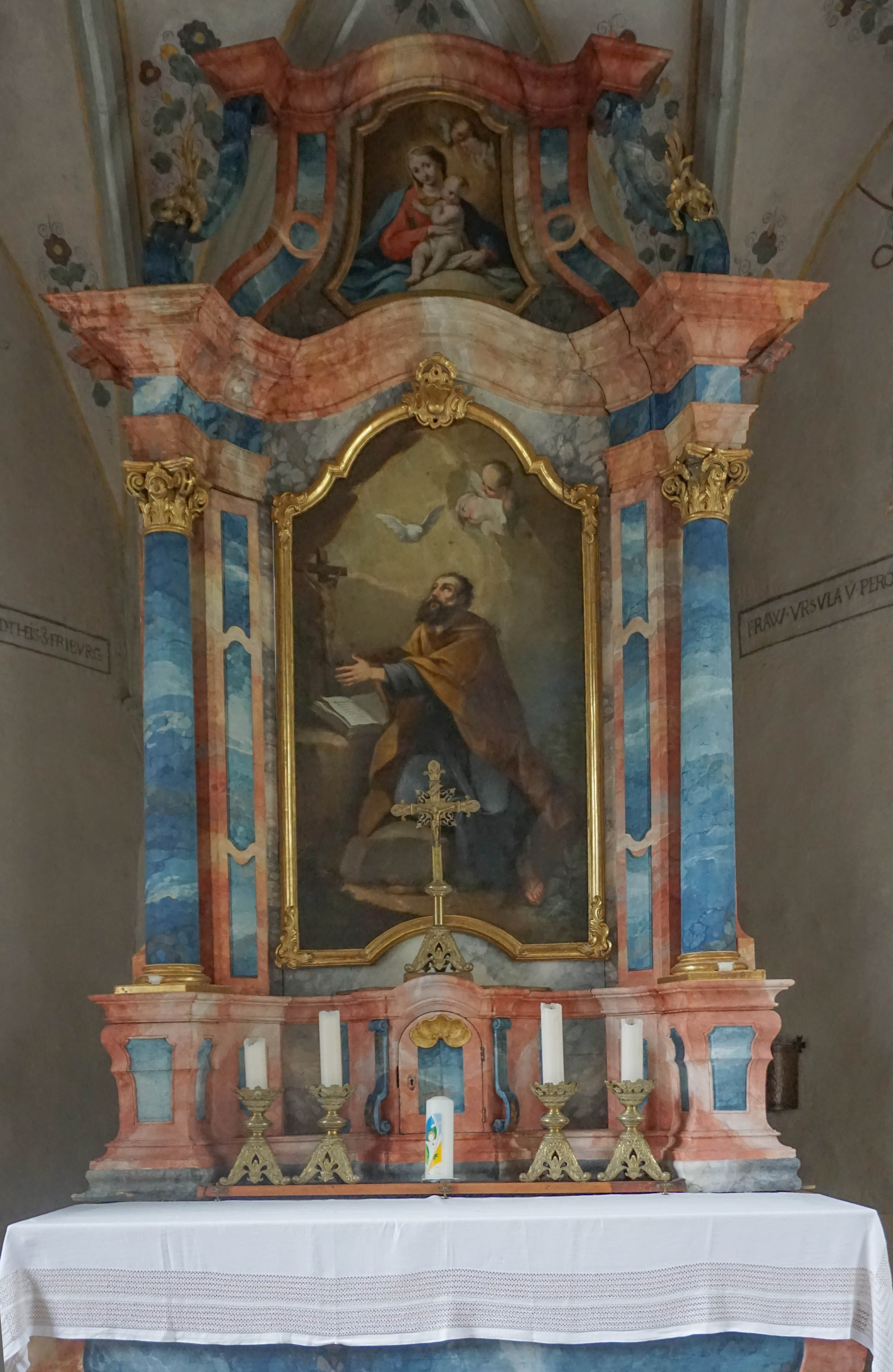
Altar von 1764

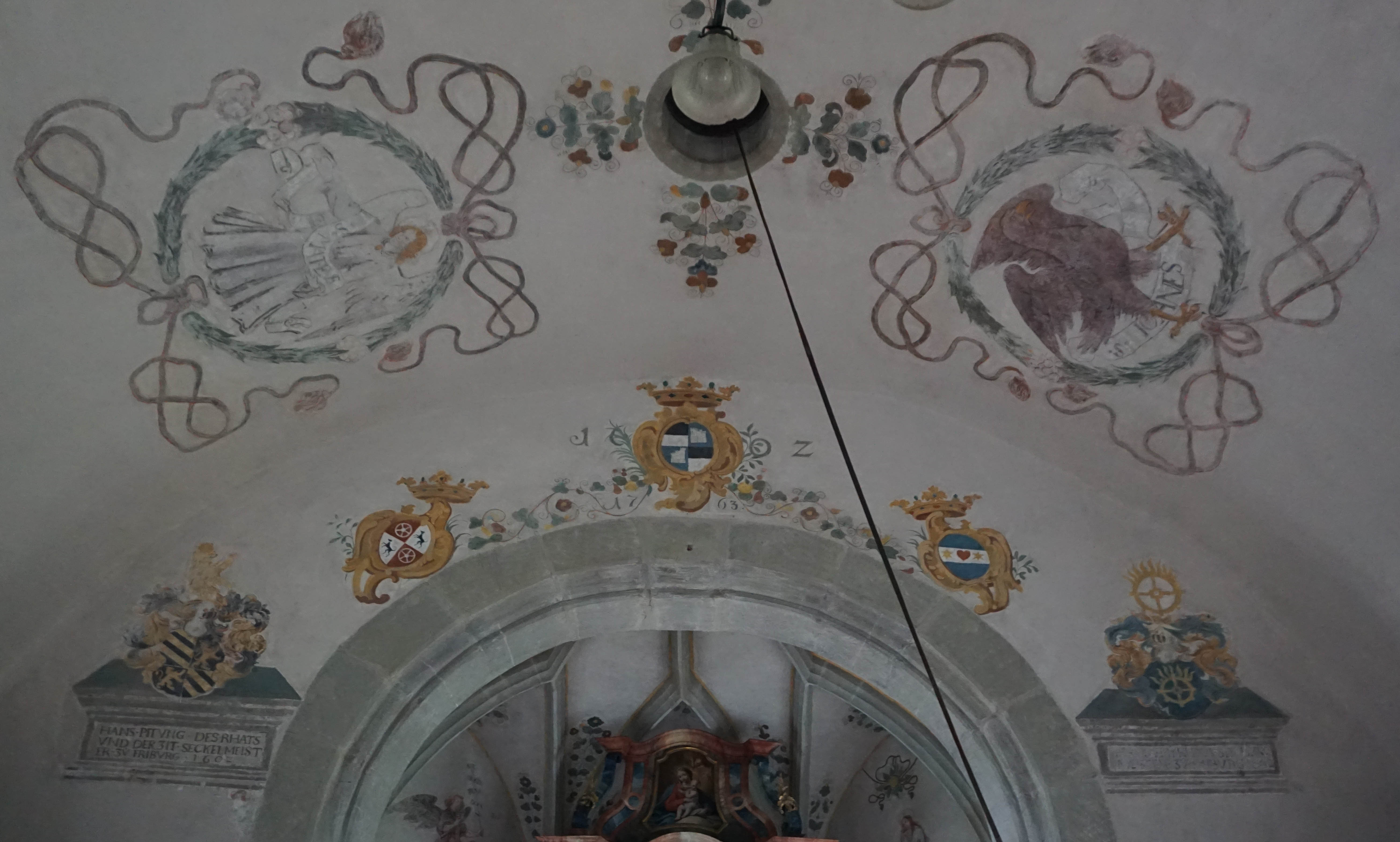
Wappen über Chorbogen und Evangelistensymbole

Das Langhaus der Kapelle hat ein Rundtonnengewölbe. Der eingezogene Polygonchor mit halbrundem Chorbogen besitzt ein Kreuzrippengewölbe. Dekorationsmalereien aus der Bauzeit von Hans Offleter dem Jüngeren mit der Verkündigung Mariens und den Stifternamen Ludwig d’Affry, Altschultheiss von Freiburg, und Gemahlin Ursula von Praroman 1602, schmücken die Wände und Zwickel im Chor. An der Langhausdecke sind vier Tondi mit den Evangelistensymbolen und dem Christusmonogramm umgeben von floralen Ornamenten. Die Chorbogenwand trägt links das Wappen mit Inschrift von Hans Pyton, Säckelmeister von Freiburg und rechts das des Baumeister Hans Fhyri, Freiburg 1602. Darüber drei Wappen von Freiburg, Gady und d’Alt von 1763. Der in Wassergrün, Hellrot und Gold marmorierte Hochaltar im Rokokostil wurde 1764 von Schreiner Schmid hergestellt. Die Altarbilder von Gottfried Locher, signiert und datiert 1764, stellen oben Maria mit dem Kind und unten den heiligen Beatus dar. 1947–1948 wurde die Kapelle unter der Leitung des Freiburger Kantonsarchitekten Edmond Lateltin renoviert. Dabei wurde, um mehr Platz zu schaffen, eine Empore eingebaut. Die Restaurierung der Wandfresken lag in den Händen von Emile Aebischer (Yoki), der bereits beim Wiederaufbau kriegsgeschädigter Kirchen in Deutschland und Frankreich Erfahrung gesammelt hatte. Die in den Quellen erwähnten Votivbilder von 1602 und 1623 wurden in den folgenden Jahren entfernt. Die vorhandenen Statuen der Heiligen Petrus Canisius, Wendelin, Niklaus von Flüe, Josef von Nazaret und des Heiligstes Herz Jesu wurden vermutlich aus einer anderen Kirche hier eingebracht. Sowohl beim Bau, als auch bei Umbauten und Renovationen waren die namhaftesten Freiburger Handwerker am Werk, was auf die Bedeutung der Kapelle hinweist. Aktuell ist ihr Zustand ohne Eingriffe durch die Regeln des Konzils von 1962–1965 erhalten geblieben.